# ジェムスパ
ジェムスパ（Jem Spa）あるいは無題（Untitled）は、1982年にアメリカ合衆国の芸術家ジャン＝ミシェル・バスキア（1960–1988）によって作成された絵画である。これは「暗闇に溺れた」自転車の上にまばらに描かれた人物を描いた自伝的作品である。

## バックグラウンド
後に自身を振り返り、バスキアは「私はあちこちでSAMO IS DEADを書いた。そして、絵を描き始めた」と語っている。 無題（ジェムスパ）は、彼のキャリアの重要な転換点である1982年に制作された。 バスキアは後に、この初期の頂点である自らの作品に言及して、「私はいくらかのお金を持っていた。これまでで最高の絵画を作った」と述べた。
歯などの記号や言葉の配置に囲まれており、その部分的な存在感が絵に「独特の深み」を与えている。 鑑賞者は、ブルックリンで生まれた黒人系アメリカ人が直面する運命から逃れ、社会的決定論の束縛から解放され、死後最も高く評価され、求められ、高価な芸術家の中に居場所を見つけた、生まれたばかりの輝かしい子供としてのバスキアと出会う。 しかし、彼の母親が自殺未遂をきっかけに不本意な治療によって死去した経験から、彼は生涯かけて挫折感から逃れることはできなかった。 何度か断酒を試みたにもかかわらず、彼は中毒から抜け出せず、最終的にはヘロインに屈してしまった。  1981年にArtforumで公開された記事「TheRadiantChild」の中で、美術評論家のRene Ricardは次のように述べている。「私たちはその輝かしい子供であり、その小さな赤ちゃん（バスキアのことを指す）を守り、私たちが制御できない力のリストされていないシグナルからそれを保護することを目的にとして、その周辺に大人を構築することに人生を費やしてきた。

## 分析
「鋭い線で描かれたこの幼稚なキャラクターは、このようにして特定の深みのある自画像を明らかにしている。貧困と放浪へのこの重い言及は1982年という、後にバスキアが決定的に彼の署名を変更する直感的な年を印象付けている。SAMOはその後、ジャン＝ミシェル・バスキアとなり、この作品を肖像画以上に足らしめている。」とアートブロガーのAlain Truongは分析した。

### 黒の使用
バスキアの作品は、その鮮やかな色でしばしば称賛されるが、黒の使用も同様に重要である。「1984年に彼のスタジオへの訪問を許可された人々は、2日前に賞賛した絵画を認識できなかった。複雑で精巧な画像は今や暗闇に溺れている。『私は絵を引っ掻っては消すが、以前に何があったのか分からなくなるほどではない。これは私の作品の懺悔のバージョンである。』」とバスキアは言った。
ハワード・スターンとのインタビューで、マドンナは次のように想起し述べた：「私が彼と別れたとき、彼は『私にくれた絵』を返してと言った。そして彼はそれらを黒く塗りつぶした。」 無題（ジェムスパ）を観察している際、アラン・チュオンは次のように言及した。「彼は壁に落書きするようにキャンバスに描く：表面を覆うことによって、何度も何度も。以前の作品も刻印としてこのキャンバスに透かしとして現れ、犠牲にされた言葉の刻印が見られる。」

### 言葉の象徴性

#### タール
バスキアは、時々タールのように黒を感じていることを表現していたことで知られている。[10]バスキアの作品では、黒い物質は彼がプエルトリコ人とハイチ人のハーフとして育っていることに根ざして経験した人種差別を表している。 バスキアは11歳の時、人種差別解消のためのバス移動プログラムの一環として、貧困にあえぐ黒人地区から裕福な白人優位の学区へと移送された子供たちの中の一人である。 そこで彼は明らかに少数派であり、仲間の学生の人種差別に直面した[3]。黒人であることを理由に追放されたバスキアは、自分の遺産と向き合うことで反応し、同時に自分のルーツを探ることに独自の興味を抱くようになった。 また、タールは母親のマチルダを奪った鬱を象徴している。 また、ヘロインの特定の形態に与えられた名前でもある。 無題（ジェムスパ）の晴れやかな子供は黒地に囲まれていて、唯一の明るい色は図の中にしかない。 これを受けRicardoは、作者がキャラクターを漆黒のタールから解放し晴れやかな子供になるようにしている、と述べている。

#### アスファルト
「アスファルト」とは、悪行のため父親のジェラールにより家から追い出された後、17歳のときによく訪れた通りを指している。またアスファルトは、母親が家族を乗せたまま車で壁に突っ込み自殺未遂をしたことも連想させる。当時、バスキアはわずか11歳だった  この出来事の結果、母親は37歳にして精神科施設に収容されたため、バスキアは不本意ながら最愛の母親に見捨てられることになった。そしてアスファルトの重要性は、芸術家の人生における子供の頃の事件とも関連している。  7歳のとき、彼は路上で遊んでいるときに車にひかれ、病院に長期滞在し、脾臓を摘出した。 このアスファルトは、バスキアが繰り返し読んだジャック・ケルアックによる「路上」をも表している。 年に出版されたケルアックの「路上」は、ブルジョアの価値観に異議を唱える自由の象徴となった。まさにビートジェネレーションのエンブレムである。しかしケルアックとは異なり、無題（ジェムスパ）で輝く子供はバスやバイクで移動せず、代わりに子供用自転車で路上を移動する。

#### イーストビレッジジェムスパエディットへの言及
「ジェムスパ」という言葉は、マンハッタンのイーストビレッジのビートムーブメントの中心にあり、ジャック・ケルアック、アレン・ギンズバーグ、アンディ・ウォーホルなどが頻繁に訪れた同名の24時間年中無休の新聞販売所とタバコ屋を指している。 ] 限界的な出版物を配布する新聞販売所として Gem Spaは、ビートムーブメントのアイデアを広め、当時の作家に影響を与えた。バスキアが個人的に知っていたアレン・ギンズバーグは、彼の最も有名な詩の1つである、雨に濡れたアスファルトの熱、ゴミが抑制された缶が溢れていることでジェムスパについて言及している。 1966年、ヴィレッジヴォイスは、ジェムスパに「イーストビレッジの公式オアシス」という名前を与えた。 この時までに、それは「ヒッピーのたまり場」としても知られるようになった。 ギンズバーグはこの店を街の「神経の中心地」と呼んだ。 ジェムスパは1970年代から1980年代にかけて影響力のある地位を維持し、ニューヨークのサイケデリックスとパンクの両方の文化を広めた。 この店は、バスキアが以前より知っていて高く評価していたニューヨークドールズ による史上初のパンク・アルバム に登場する。 バスキアは、パンクビジュアルアートの出現に一役買った緻密な作品を制作した。 ジェムスパは、2ndアベニューの角にある36ストリートマークスプレイスにあった。  24時間年中無休で営業しており、社会から疎外された人々や夜更かしをする人々の集会所となり、1982年にはバスキアが頻繁に訪れた場所の中心となっていた。バスキアは、ジェムスパの隣の51ストリートマークスプレイスにあるギャラリー51Xで最初の作品を展示した。

#### モーターエリア
バスキアのトレードマークの王冠はこの写真にはない。代わりに、鑑賞者はフィギュアの額に「モーターエリア」という言葉を見る。「モーターエリア」は、バスキアが7歳の時に交通事故にあった後、入院中に母親から受け取った「グレイの解剖学」という本に記載されている大脳皮質の運動野の機能をほのめかしている。 この本では、ヘンリー・グレイは大脳皮質の運動野を自発的な運動の実行を調整する脳の一部として定義している。

#### ホーボーのサイン
この絵には、前方に向けた全5本の矢印が描かれている。それらのうち2つは平行で、ハンドルバーとフィギュアの腕で囲まれている。ヘンリー・ドレイファスの本は、この特定の配置を危険な意味として、「この地域ではホーボーは歓迎されないので、早く出ていけ」という意味の象徴として強調していると述べた。ただ一本の矢の姿勢は縦模様で、注射器に似ている。ホーボーとは、アメリカ南北戦争後に初めて登場し、大恐慌時代にはよく見られた放浪労働者のことを指す。チャーリー・チャップリンは、1915年の映画「チャップリンの失恋」にて、ホーボー役（放浪者役）を演じたことで有名である。ホーボーのシンボルは、安全と避難所に関する重要な情報を仲間の旅行者に提供する秘密のマーキングである。ドレフュスの「The Symbol Sourcebook」と、特に含まれている浮浪者のサインは、バスキアのブックコレクションの一部であり、しばしば参照されている。

#### 歯
この作品には隠された言葉がある。よく見ると、絵には人物の歯に埋め込まれた文字列が明らかになる。文字列は「HAVETEETH」（歯を持つこと）と綴っている。原始的に描かれたこの文字は、「この文字の並び方によって歯があるように見える」 このような歯の描写方法は、バスキアの作品の繰り返しのテーマである。バスキアにとって、歯は話す能力を表している。「HAVETEETH」は言論へのアクセスである。ジェーン・ランキン・リードが「スピーチは叫びであり、バスキアのHAVETEETHは、惑星の戦士のそれである」と書いたように、「彼は言葉の表現に関連した用語として、throat（喉）、mouth（口）、teeth（歯）を多用していた」と同氏は観察している[22]。1980年代の文脈の中で、ジャン＝ミシェル・バスキアは、人々の声を聞きたいという大衆の願望から生まれた「ピクトグラム」や「神話」という形式的な語彙を絵画に使用し回収することで、新しい言葉を伝える時が来たと感じていた。碑文の理想的な場所として屏風を描くという選択をしたことで、バスキアはデュビュフェとトゥオンブリーの陣営に加わった。「これらの巨匠の手本に倣い、彼の芸術は特殊な実存的存在から、普遍化されたものへと次元が高まっていった」とキュレーターのマリークレア・エイズ博物館学芸員は書いている。